# Старокурманкеево
Старокурманкеево (баш. Иҫке Көрмәнкәй) — село в Давлекановском районе Башкортостана. Административный центр Курманкеевского сельсовета .

## Географическое положение
Находится на правом берегу реки Дёмы.
Расстояние до:
- районного центра (Давлеканово): 10 км,
- ближайшей ж/д станции (Давлеканово): 10 км.

## История
В 1‑й половине 19 века башкирами, жителями д. Курманкеево, на вотчинных землях башкир Кырк-Уйле-Минской волости Белебеевского уезда основали хутор Курманкеевский, в 1950-х годах вошедший в состав города Давлеканово под названием Ново-Курманкеево.
С 12 июля 2021 года административный центр Курманкеевского сельсовета.

## Население
| 2002 | 2009 | 2010 |
| ---- | ---- | ---- |
| 240  | ↗298 | ↗315 |

Согласно переписи 2002 года, преобладающая национальность — башкиры (97 %).

## Религия
В селе есть мечеть.